# Alex Bellemare
Alex Bellemare (12 marzo 1993) è uno sciatore freestyle canadese, specialista nello slopestyle.

## Biografia
In Coppa del Mondo ha esordito il 4 marzo 2012 a Mammoth, ottenendo in quell'occasione il primo podio classificandosi 2º. Ha conquistato la prima vittoria il 20 febbraio 2016 a Bokwang Phoenix Park.
In carriera ha preso parte a un'edizione dei Giochi olimpici invernali, Pyeongchang 2018 (22º nello slopestyle), e a una dei Campionati mondiali (7° a Sierra Nevada 2017).

## Palmarès

### Coppa del Mondo
- Miglior piazzamento in classifica generale: 43º nel 2017.
- 3 podi:
  - 1 vittoria;
  - 1 secondo posto;
  - 1 terzo posto.

#### Coppa del Mondo - vittorie
| Data             | Luogo                | Paese         | Disciplina |
| ---------------- | -------------------- | ------------- | ---------- |
| 20 febbraio 2016 | Bokwang Phoenix Park | Corea del Sud | SS         |

Legenda:

SS = slopestyle